# Beringin Taluk
Beringin Taluk is een bestuurslaag in het regentschap Kuantan Singingi van de provincie Riau, Indonesië. Beringin Taluk telt 2849 inwoners (volkstelling 2010).